# Phyllokladium

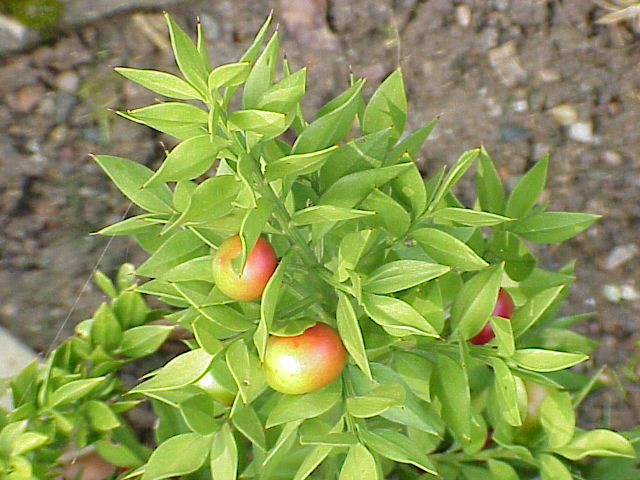
Ruscus aculeatus

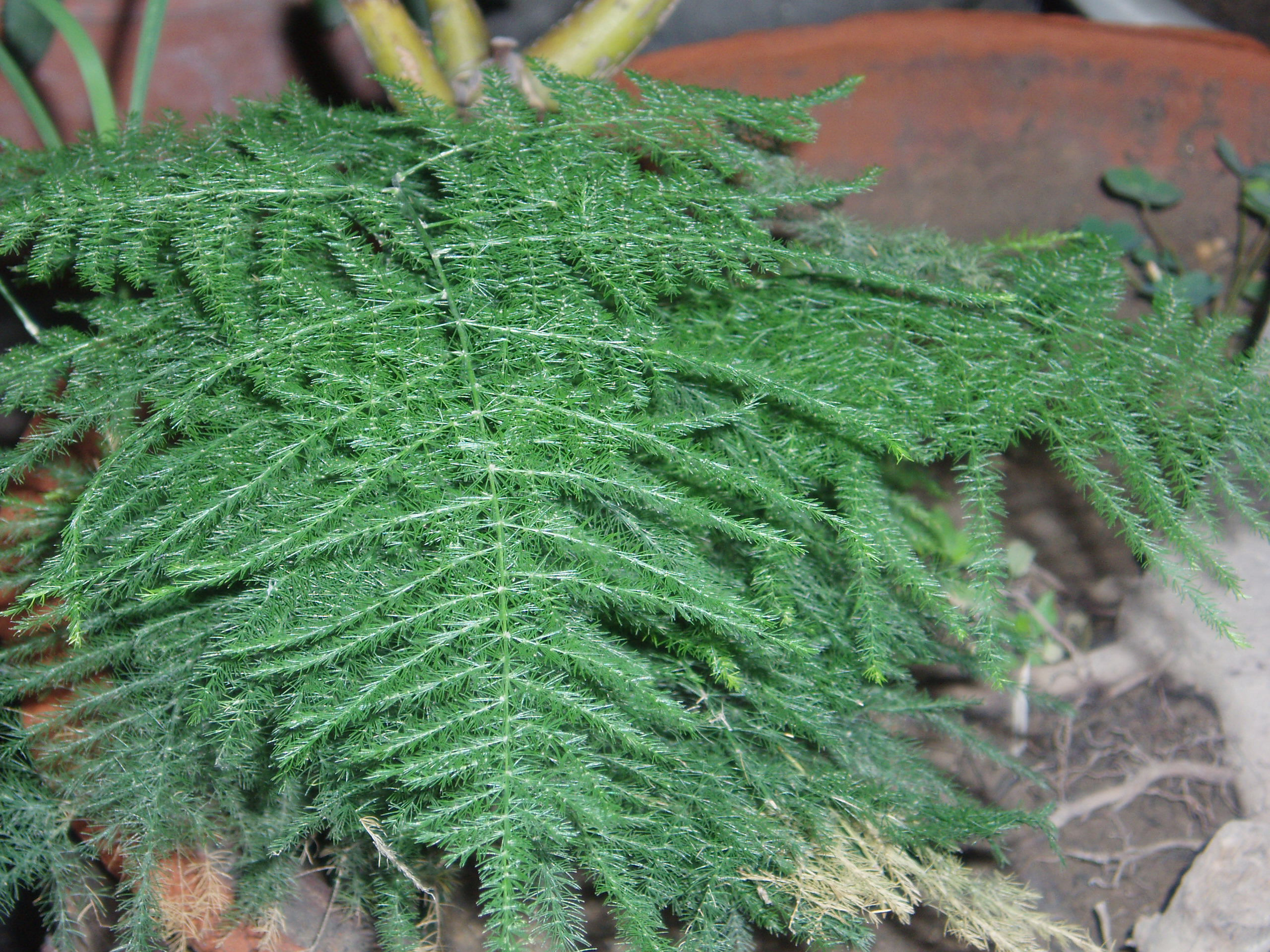
Asparagus plumosus

Ein  Phyllokladium ist eine Metamorphose der Sprossachse zum Zweck der Photosynthese. Phyllokladien sind grüne, im Wachstum begrenzte, flächig verbreiterte Kurztriebe (Seitensprosse), die bei Pflanzen mit reduzierten Blättern deren Funktion übernommen haben (Scheinblätter). 
Wegen des begrenzten Längenwachstums sehen sie gefiederten Blättern oft täuschend ähnlich, können aber an zwei Merkmalen erkannt werden.
- An den Basen der Phyllokladien stehen die meist schuppenförmig reduzierten echten Blätter.
- Die Blüten werden anscheinend auf den Blättern gebildet, was bei Samenpflanzen jedoch niemals der Fall ist.

Phyllokladien kommen beispielsweise in den folgenden Familien und Gattungen vor.
- Spargelgewächse (Asparagaceae): Spargel (Asparagus), Danae, Mäusedorn (Ruscus), Semele
- Phyllanthaceae: Phyllanthus
- Hülsenfrüchtler (Fabaceae): Jacksonia, Akazien (Acacia) – dort gibt es auch sehr ähnlich aussehende Phyllodien
- Steineibengewächse (Podocarpaceae): Phyllocladus
- Blattkakteen (Phyllokakteen)

Ähnlich und deswegen häufig mit Phyllokladien verwechselt sind
- Platykladien: abgeflachte Langtriebe (Hauptsprosse), die meist nur annähernd blattförmig sind.
- Phyllodien: abgeflachte und blattförmige Blattstiele.

In der Literatur ist häufig die alternative Schreibweise „Phyllocladium“ bzw. „Phyllocladien“ zu finden.